# Ixeridium
Ixeridium é um género botânico pertencente à família Asteraceae.